# Schloss Glapfenberg

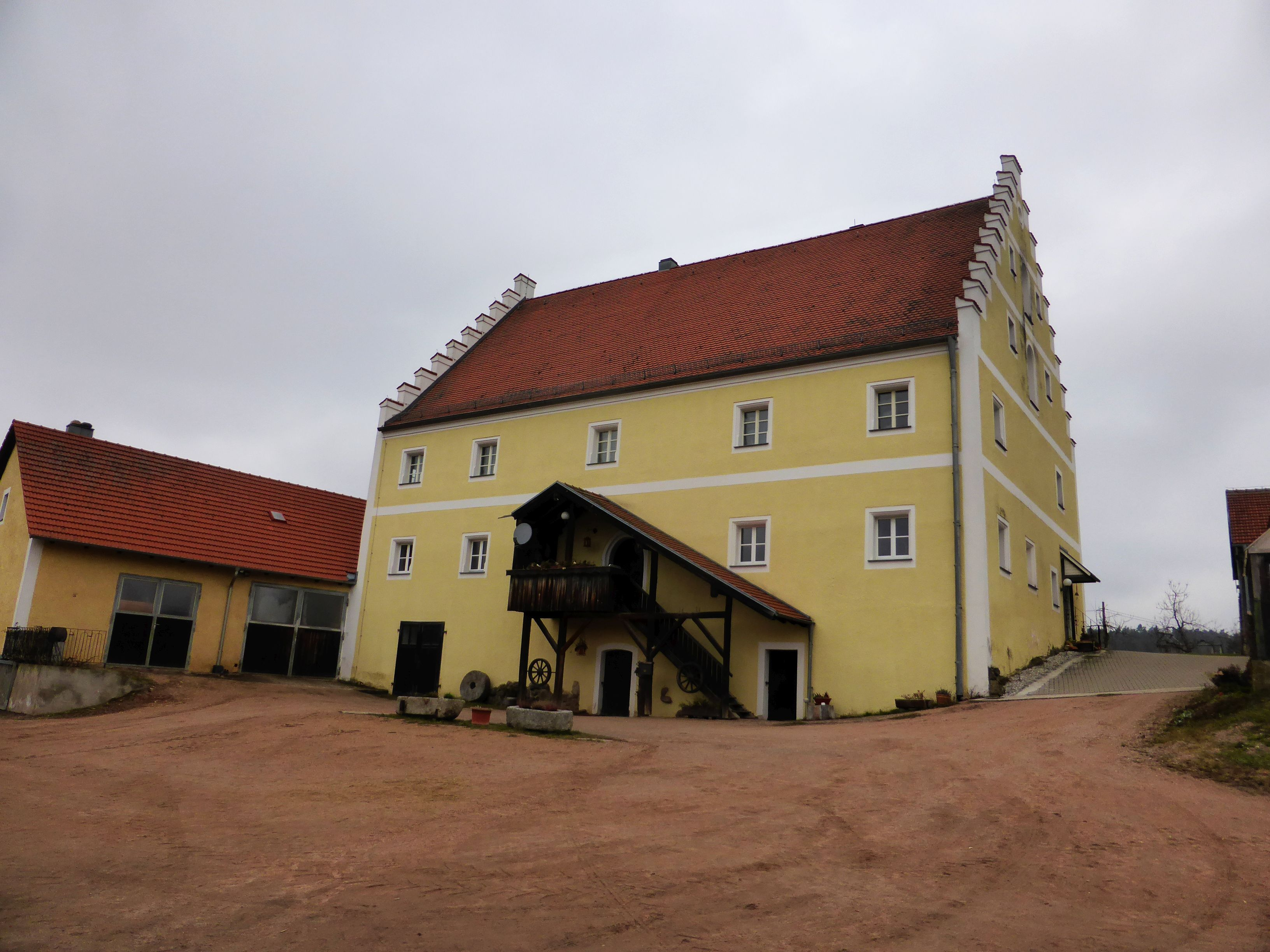
Schloss Glapfenberg (2018)

Das Schloss Glapfenberg ist ein denkmalgeschütztes Gebäude in Glapfenberg 9 im Ortsteil Glapfenberg des Marktes Regenstauf im Landkreis Regensburg (Bayern). Die Anlage ist unter der Aktennummer D-3-75-190-29 als denkmalgeschütztes Baudenkmal von Glapfenberg verzeichnet. Ebenso wird sie als Bodendenkmal unter der Aktennummer D-3-6839-0119 im Bayernatlas als „Archäologische Befunde des Mittelalters und der frühen Neuzeit im Bereich des ehem. Hofmarkschlosses Glapfenberg“ geführt.

## Geschichte
Die Burg wurde 1551 erstmals erwähnt. 1698 erfolgte ein Neubau. Frühere Besitzer waren die Horneck, die Teuffl von Pirkensee und die Grafen von Drechsel (1808). Heute befindet sich das Schloss in Privatbesitz.

## Gebäude

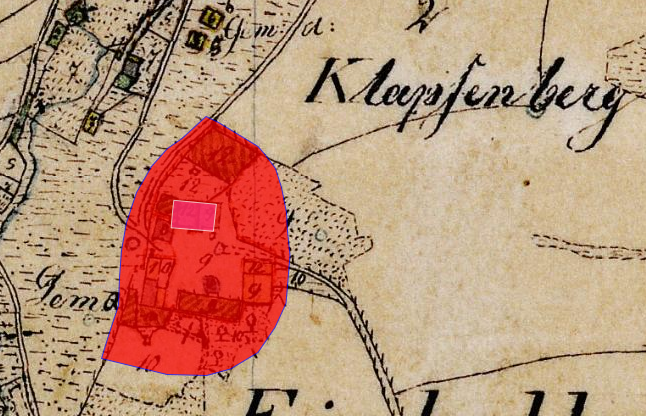
Lageplan von Schloss Glapfenberg auf dem Urkataster von Bayern

Das ehemalige Hofmarkschloss ist ein zweigeschossiger, gestelzter und giebelständiger rechteckiger Satteldachbau mit Staffelgiebel aus dem 16. Jahrhundert.